# Wassa Schelesnowa

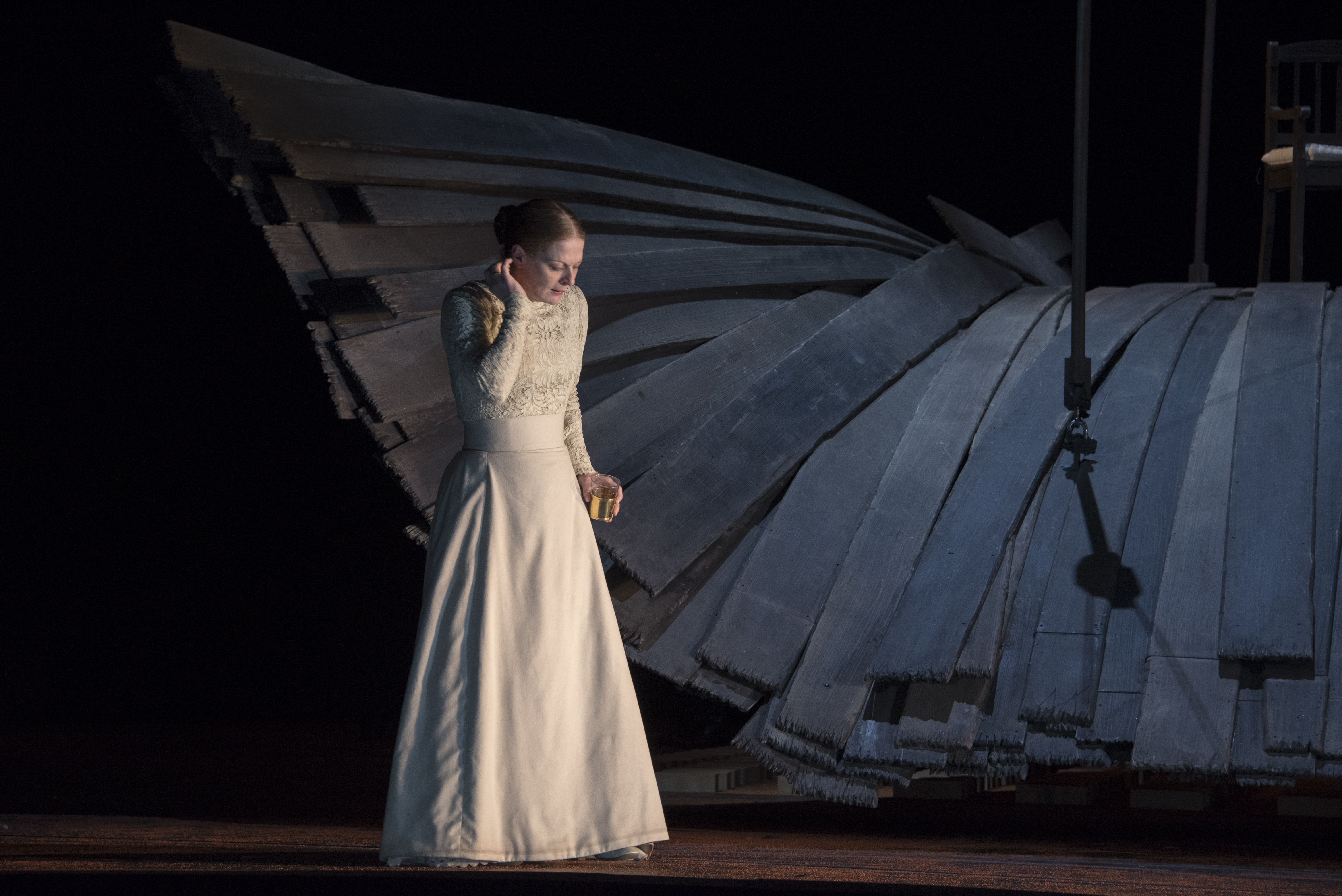
Wassa Schelesnowa, Burgtheater 2015

Wassa Schelesnowa (russisch Васса Железнова) ist ein Drama des russischen Schriftstellers Maxim Gorki.

## Historie
Gorki schrieb das Stück 1910. Als es das Moskauer Künstlertheater 1935 endlich auf die Bühne bringen wollte, stoppte er die Inszenierung und schrieb die Wassa um. Unten im Artikel ist nur von der Zweitfassung anno 1936 die Rede.
Der Text erschien 1936 im Almanach „Das Jahr neunzehn. Neunter Almanach“ in Moskau. Das Stück wurde am 5. Juli 1936 in Leningrad uraufgeführt. Am 25. Oktober 1936 spielte Serafima Birman in Moskau die Titelrolle.
Die deutschsprachige Erstaufführung fand 1947 in Zürich am dortigen Schauspielhaus statt. Die Wassa spielte Therese Giehse.
Das von Ilse Berend-Groa (Fogarasi) ins Deutsche übertragene Bühnenmanuskript erschien 1948 bei Henschel in Berlin. Aufbau brachte das Stück 1962 in Buchform. Am 23. Dezember 1949 spielten Therese Giehse im Berliner Ensemble und am 2. Juli 1964 Christa Lehmann im Nationaltheater Weimar die Wassa. Zuvor fanden am 7. bis 9. November 1948 deutsche Erstaufführungen in Dresden, Potsdam, Schwerin, Leipzig, Güstrow und Altenburg statt. 1967 kam die Wassa auf die Bühne des Berliner Maxim Gorki Theaters.
1984 spielten Inge Meysel und 1992 Nicole Heesters die Titelrolle.
1988 wurde im Theater im Palast (TiP) in Berlin die Urfassung von 1910 unter der Regie von Barbara Abend mit Walfriede Schmitt in der Titelrolle gespielt.
Das Stück wird im deutschsprachigen Sprechtheater am Leben erhalten.  2014 inszenierte es Stephan Kimmig für das Deutsche Theater Berlin (Titelrolle: Corinna Harfouch), Dieter Giesing für das Deutsche Schauspielhaus Hamburg (Titelrolle: Maria Schrader) und 2015 Andreas Kriegenburg für das Wiener Burgtheater.
Übertragungen in andere Sprachen: Englisch, Polnisch von Ola Watowa und Aleksander Wat (1950), Französisch von Génia Cannac und Arthur Adamov (1964), Slowenisch von Mile Klopčič (1982) und Hebräisch (1983).

## Inhalt

### Vorgeschichte
Mit sechzehn Jahren hatte Wassa den Kapitän Shelesnow aus Liebe geheiratet. Neun Kinder hatte sie zur Welt gebracht. Sechs davon waren keine acht Jahre alt geworden.

### Handlung
Die 42-jährige, aber jünger wirkende Wassa ist seit fünfzehn Jahren schon eine erfolgreiche Reederin im Wolgagebiet zwischen Rybinsk und Kasan. Die Arbeit wächst ihr über den Kopf. An ihrem Ehemann, dem 60-jährigen Sergej Shelesnow, hat sie keine Hilfe. Er macht ihr nur Sorgen. Der Staatsanwalt will wegen Kinderschändung Anklage gegen ihn erheben. Auf dieses Verbrechen steht Zwangsarbeit.
Wassas Bestechungsversuche haben bei der Gerichtsbarkeit letztendlich keinen Erfolg. Ihren drei Kindern möchte sie die Schande ersparen. Zwei Töchter sollen verheiratet werden. Ihr Ältester – Fjodor – soll einmal das Unternehmen erben. Wie könnte es weitergehen?
Wassa bittet ihren Mann inständig, er möge sich doch umbringen. Eine entsprechende pulverförmige „Arznei“ hat er schon. Nimmt er sie ein, wird das Herz aussetzen. Shelesnow sträubt sich. Ihm schwebt ein Weiterleben als so etwas wie ein Mönch beziehungsweise Einsiedler vor.
Monate später: Shelesnow ist „plötzlich“ verstorben. Er war zuvor gar nicht krank gewesen. Die Leute munkeln, er habe sich vergiftet. Manche reden sogar, Mitglieder der Familie Shelesnow hätten nachgeholfen, „um vor Gericht keine Schande zu erleben.“
Wassas Schwiegertochter Rachel  kommt aus dem Ausland und will ihren fünfjährigen Sohn Kolja nach Lausanne mitnehmen. Wassa gibt den Jungen nicht her, denn die Schwiegertochter wird als flüchtige Revolutionärin polizeilich gesucht. Zudem hatte die illegal eingereiste Rachel eine Hiobsbotschaft mitgebracht. Ihrem schwerkranken Mann Fjodor, also Wassas Sohn, der im Ausland lebt, geben die Ärzte nur noch wenige Monate. Deshalb soll Kolja als Erbe der Reederei in Russland bleiben.
Wassa beauftragt ihre Sekretärin und Vertraute, die Schwiegertochter an einen russischen Oberst zu verraten. Dieser hatte die Revolutionärin „schon oft verhaftet“. Der Zuschauer erfährt nicht, ob es zu diesem Verrat kommt. Die offenbar erschöpfte Unternehmerin Wassa stirbt ebenso plötzlich wie ihr Mann. Die Verwandtschaft, genauer gesagt, Wassas 57-jähriger Bruder Prochor, eignet sich flugs einige Vermögenswerte an.

## Revolutionsstück
Natürlich operiert Rachel im Vorfeld der Oktoberrevolution 1917. Die Revolutionärin macht kein Hehl aus ihrem Hass auf den „Kapitalismus“, als sie zur Schwiegermutter Wassa sagt: „Aber solche wie Sie, Ihre ganze Klasse, die Klasse der Herren, haben nicht mehr lange zu leben. Ein anderer Herr wächst heran, eine gewaltige Kraft, die wird Sie zertreten.“ Wassa will die Mutter ihres einzigen Enkels auf ihre Seite ziehen. Rachel weist solches Ansinnen unbestechlich-heroisch zurück: „Es gibt etwas ungleich Höheres als unsere persönlichen Bindungen und Zuneigungen.“
Als Prochor Teile des Besitzes der verstorbenen Schwester an sich reißen will – siehe oben unter „Handlung“ – stellt Rachel den Besitzanspruch des Parasiten Prochor in Frage: „Was gehört Ihnen denn?“

## Verfilmungen
Das Stück wurde 1953, 1972 und 1983 in der Sowjetunion verfilmt.
- 1983: Wassa (Wassa)

## Rezeption
- In ihrer Betrachtung zum Stück zitiert Ludwig abschließend[13] Leonid Leonow: Wer einen Beitrag zur russischen Dramatik liefern möchte, der müsse zuvor bei Gogol, Ostrowski und Tschechow in die Lehre gehen und käme sodann an Gorki nicht vorbei.
- Berlin, 16. Mai 2014: Nikolaus Merck: Vom Lechzen nach Liebe und Geld
- Berlin, 18. Mai 2014: Christine Wahl: Von Müttern und Memmen
- Hamburg, 17. Oktober 2014: Jens Fischer: Die Sklavin des Materiellen
- Hamburg, 18. Oktober 2014: Heide Soltau: "Wassa Schelesnowa" enttäuscht das Publikum
- Hamburg, 20. Oktober 2014: Armgard Seegers: Die gnadenlose und zeitgemäße Seele der "Wassa Schelesnova"

## Deutschsprachige Ausgaben
- Wassa Schelesnowa. 2. Fassung, 1935. Deutsch von Ulrike Zemme.  Rowohlt Theater Verlag

### Verwendete Ausgabe
- Wassa Schelesnowa. Zweite Fassung. Deutsch von Günter Jäniche. Mit einem Nachwort und Anmerkungen von Ilse Stauche. S. 467–516 in: Maxim Gorki: Dramen II. 557 Seiten. Bd. 22 aus: Eva Kosing (Hrsg.), Edel Mirowa-Florin (Hrsg.): Maxim Gorki: Gesammelte Werke in Einzelbänden. Aufbau-Verlag, Berlin 1974